# (18638) Nouet
(18638) Nouet (1998 EP3) – planetoida z pasa głównego asteroid okrążająca Słońce w ciągu 4,32 lat w średniej odległości 2,65 j.a. Odkryta 2 marca 1998 roku.